# دیوید ووترسپون
دیوید ووترسپون (انگلیسی: David Wotherspoon؛ زادهٔ ۱۶ ژانویهٔ ۱۹۹۰) بازیکن فوتبال اسکاتلندی‌تبار اهل اسکاتلند است.
از باشگاه‌هایی که در آن بازی کرده‌است می‌توان به باشگاه فوتبال سنت جانستون، باشگاه فوتبال سلتیک، و باشگاه فوتبال هیبرنین اشاره کرد.
وی همچنین در تیم‌های ملی فوتبال زیر ۱۹ سال اسکاتلند، زیر ۲۱ سال اسکاتلند، و کانادا بازی کرده‌است.